# Albert Timmer
Albert Timmer est un coureur cycliste néerlandais né le 13 juin 1985 à Gramsbergen, professionnel au sein de la même équipe entre 2007 et 2017.

## Biographie
En 2015, il subit une opération pour troubles du rythme cardiaque.
Au mois d'août 2016 il prolonge le contrat qui le lie à la formation Giant-Alpecin.
Alors que son contrat court jusqu'en 2018, il décide de mettre un terme à sa carrière à l'issue de la saison 2017, pour privilégier sa famille.

## Palmarès
- 2003
  - Acht van Bladel
- 2005
  - Champion d'Overijssel du contre-la-montre
- 2006
  - 4e étape du Triptyque ardennais
  - 3e du Tour du Limbourg
  - 3e du Grand Prix Gerrie Knetemann
- 2008
  - 1re étape du Brixia Tour (contre-la-montre par équipes)

## Résultats sur les grands tours

### Tour de France
7 participations
- 2009 : 130e
- 2012 : 148e
- 2013 : 164e
- 2014 : 146e
- 2015 : 139e
- 2016 : 153e
- 2017 : 157e

### Tour d'Italie
3 participations
- 2013 : 129e
- 2014 : 87e
- 2016 : 121e

### Tour d'Espagne
1 participation
- 2011 : 164e

## Classements mondiaux
| Année           | 2006 | 2007  | 2008  | 2009 | 2010 | 2011 | 2012 | 2013 | 2014 | 2015 |
| --------------- | ---- | ----- | ----- | ---- | ---- | ---- | ---- | ---- | ---- | ---- |
| UCI World Tour  |      |       |       |      |      |      |      | nc   | nc   | nc   |
| UCI Africa Tour |      | 98e   |       |      |      |      |      |      |      |      |
| UCI Asia Tour   |      |       |       |      |      | nc   | nc   |      |      |      |
| UCI Europe Tour | 829e | 1272e | 1214e |      | 915e | nc   | nc   |      |      |      |